# فصام النطق

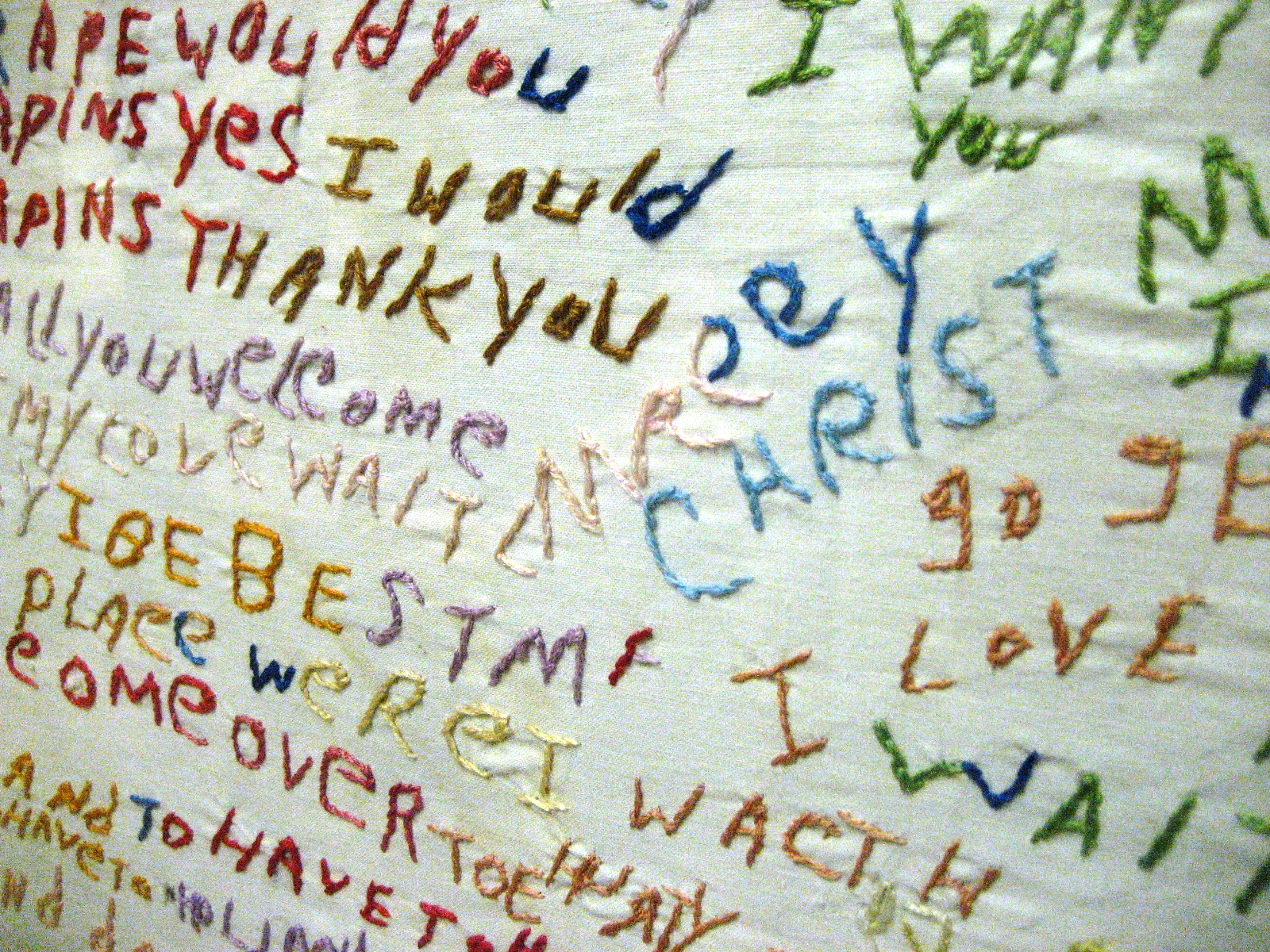

يُمثل فصام النطق أو انفصام الحديث (بالإنجليزية: schizophasia)‏ أو الكلام المختلط في مجال الصحة العقلية طريقة تحدث تتضمن خلط وتكرار العبارات اللغوية، وهو بمثابة عرض لأمراض عقلية مختلفة، ويرتبط عادة بحالة الهوس والاضطراب الوجداني ثنائي القطب وغير ذلك من أعراض الأمراض العقلية الخطيرة، مثل الذهان، بما في ذلك الفصام. يتميز فصام النطق بالاستخدام المرتبك للكلمات دون أي معنى واضح أو علاقة فيما بينها. وفي هذا السياق، يعتبر من أعراض اضطراب الفكر الرسمي. وفي بعض الحالات، يمكن أن تكون الإصابة بفصام النطق علامة على الفصام اللاعرضي (المستتر)؛ على سبيل المثال سؤال «لماذا يؤمن الناس بالله ؟» يمكن أن يُثير اجابة تتكون من سلسلة من الكلمات التي ترتبط عادة بالدين أو الصلاة بشكل لا يضع أي اعتبار لقواعد اللغة.
يجب أن يكون فصام النطق متناقضا مع غيره من أعراض الاضطراب المعرفي والانزلاق المعرفي التي تنطوي على بعض الترتيبات الحساسة للكلمات، وقد تكون اللغة صحيحة نحويًا أو لا، اعتمادًا على شدة المرض والآليات المحددة التي تأثرت بالمرض.
الشفرات التشخيصية الأمريكية من الدليل التشخيصي والإحصائي للاضطرابات النفسية لا ترمز بشكل محدد لهذا الاضطراب، على الرغم من أنها تدرجه كأعراض تحت تشخيص الفصام.